# كريستين كول
كريستين كول (بالألمانية: Christiane Kohl)‏ هي مغنية أوبرا ومغنية ألمانية، ولدت في القرن العشرين في فرانكفورت في ألمانيا.